# مجعر (عبس)

تعديل مصدري - تعديل

مجعر هي إحدى قرى عزلة مطولة بمديرية عبس التابعة لمحافظة حجة، بلغ تعداد سكانها 488 نسمة حسب تعداد اليمن لعام 2004.